# Đường Giải Phóng, Hà Nội
Đường Giải Phóng là tuyến đường trọng điểm phía đông nam của thủ đô Hà Nội, chạy qua các quận Hai Bà Trưng, Hoàng Mai, Đống Đa và Thanh Xuân.

## Đặc điểm
Đường Giải Phóng chính là một đoạn của Quốc lộ 1 cũ, từ Hà Nội đi vào các tỉnh phía nam. Đây là cửa ngõ phía nam của Hà Nội. Đường Giải Phóng dài 4,6 km, bắt đầu từ đoạn cuối đường Lê Duẩn ở ngã tư Kim Liên tại đường vành đai 1, đi qua ngã tư Vọng tại đường vành đai 2 và kết thúc ở ngã tư Hoàng Liệt tại đường vành đai 3 gần bến xe Nước Ngầm, kết nối với đường Ngọc Hồi đi thị trấn Văn Điển, huyện Thanh Trì. Đây là tuyến đường duy nhất giao cắt qua cả 3 đường vành đai 1, 2, 3 tại 3 ngã tư của Hà Nội. Đường Giải Phóng chạy thẳng theo hướng chính Nam, là đất của xã Thịnh Liệt, Hoàng Liệt, huyện Thanh Trì trước, hiện nay là 2 phường Bách Khoa, Đồng Tâm, quận Hai Bà Trưng; 3 phường Giáp Bát, Thịnh Liệt, Hoàng Liệt, quận Hoàng Mai, phường Phương Mai, quận Đống Đa và phường Phương Liệt, quận Thanh Xuân. Đoạn cuối trước đây dân tự đặt là phố Giáp Bát. Nay tên này được đặt cho con đường chạy qua làng Giáp Bát cũ, kéo dài từ đường Giải Phóng tới đường Trương Định. Đường Giải Phóng chạy song song với đường sắt Bắc Nam, trên đó có ga Giáp Bát.

## Lộ trình chi tiết
| Giao lộ                                                    | Tuyến đường kết nối                                                        | Vị trí                                                  | Vị trí                                                  | Vị trí                                                  | Ghi chú                                                 |
| Kết nối trực tiếp với đường Lê Duẩn tại ngã tư Kim Liên    | Kết nối trực tiếp với đường Lê Duẩn tại ngã tư Kim Liên                    | Kết nối trực tiếp với đường Lê Duẩn tại ngã tư Kim Liên | Kết nối trực tiếp với đường Lê Duẩn tại ngã tư Kim Liên | Kết nối trực tiếp với đường Lê Duẩn tại ngã tư Kim Liên | Kết nối trực tiếp với đường Lê Duẩn tại ngã tư Kim Liên |
| ---------------------------------------------------------- | -------------------------------------------------------------------------- | ------------------------------------------------------- | ------------------------------------------------------- | ------------------------------------------------------- | ------------------------------------------------------- |
| Ngã tư Kim Liên                                            | Đường Lê Duẩn Đường vành đai 1 (Phố Xã Đàn, Đường Đại Cồ Việt)             | Hà Nội                                                  | Đống Đa                                                 | Phương Liên                                             |                                                         |
| Ngã tư Kim Liên                                            | Đường Lê Duẩn Đường vành đai 1 (Phố Xã Đàn, Đường Đại Cồ Việt)             | Hà Nội                                                  | Đống Đa                                                 | Phương Mai                                              |                                                         |
| Ngã tư Kim Liên                                            | Đường Lê Duẩn Đường vành đai 1 (Phố Xã Đàn, Đường Đại Cồ Việt)             | Hà Nội                                                  | Hai Bà Trưng                                            | Lê Đại Hành                                             |                                                         |
| Ngã tư Kim Liên                                            | Đường Lê Duẩn Đường vành đai 1 (Phố Xã Đàn, Đường Đại Cồ Việt)             | Hà Nội                                                  | Hai Bà Trưng                                            | Bách Khoa                                               |                                                         |
| Ngã ba phố Lê Thanh Nghị                                   | Phố Lê Thanh Nghị                                                          | Hà Nội                                                  | Hai Bà Trưng                                            | Đồng Tâm                                                | Hướng đi đường Lê Duẩn                                  |
| -                                                          | Phố Phương Mai                                                             | Hà Nội                                                  | Đống Đa                                                 | Phương Mai                                              | Hướng đi đường Ngọc Hồi                                 |
|                                                            | Phố Vọng                                                                   | Hà Nội                                                  | Hai Bà Trưng                                            | Đồng Tâm                                                | Hướng đi đường Lê Duẩn                                  |
| Ngã tư Vọng                                                | Đường vành đai 2 (Đường Trường Chinh, Phố Đại La)                          | Hà Nội                                                  | Đống Đa                                                 | Phương Mai                                              |                                                         |
| Ngã tư Vọng                                                | Đường vành đai 2 (Đường Trường Chinh, Phố Đại La)                          | Hà Nội                                                  | Thanh Xuân                                              | Phương Liệt                                             |                                                         |
| -                                                          | Phố Phương Liệt                                                            | Hà Nội                                                  | Thanh Xuân                                              | Phương Liệt                                             | Hướng đi đường Ngọc Hồi                                 |
| -                                                          | Phố Vọng                                                                   | Hà Nội                                                  | Thanh Xuân                                              | Phương Liệt                                             | Hướng đi đường Lê Duẩn                                  |
| -                                                          | Phố Tương Mai                                                              | Hà Nội                                                  | Hoàng Mai                                               | Giáp Bát                                                | Hướng đi đường Lê Duẩn                                  |
| -                                                          | Phố Phan Đình Giót                                                         | Hà Nội                                                  | Thanh Xuân                                              | Phương Liệt                                             | Hướng đi đường Ngọc Hồi                                 |
|                                                            | Đường Giáp Bát                                                             | Hà Nội                                                  | Hoàng Mai                                               | Giáp Bát                                                | Hướng đi đường Lê Duẩn                                  |
|                                                            | Phố Nguyễn Văn Trỗi                                                        | Hà Nội                                                  | Thanh Xuân                                              | Phương Liệt                                             | Hướng đi đường Ngọc Hồi                                 |
| -                                                          | Đường Định Công                                                            | Hà Nội                                                  | Thanh Xuân                                              | Phương Liệt                                             |                                                         |
| -                                                          | Đường Định Công                                                            | Hà Nội                                                  | Hoàng Mai                                               | Thịnh Liệt                                              |                                                         |
| Ngã ba phố Kim Đồng                                        | Phố Kim Đồng                                                               | Hà Nội                                                  | Hoàng Mai                                               | Giáp Bát                                                | Hướng đi đường Lê Duẩn                                  |
| -                                                          | Đường Trương Định                                                          | Hà Nội                                                  | Hoàng Mai                                               | Giáp Bát                                                | Hướng đi đường Lê Duẩn                                  |
| -                                                          | Đường Trương Định                                                          | Hà Nội                                                  | Hoàng Mai                                               | Thịnh Liệt                                              |                                                         |
| -                                                          | Phố Thịnh Liệt                                                             | Hà Nội                                                  | Hoàng Mai                                               |                                                         |                                                         |
| -                                                          | Phố Đại Từ                                                                 | Hà Nội                                                  | Hoàng Mai                                               | Hướng đi đường Ngọc Hồi                                 |                                                         |
| -                                                          | Đường Nguyễn Hữu Thọ                                                       | Hà Nội                                                  | Hoàng Mai                                               | Hoàng Liệt                                              |                                                         |
| Ngã tư Hoàng Liệt                                          | Đường vành đai 3 Đường Ngọc Hồi ( Quốc lộ 1) Phố Hoàng Liệt, Đường Đỗ Mười | Hà Nội                                                  | Hoàng Mai                                               |                                                         |                                                         |
| Kết nối trực tiếp với đường Ngọc Hồi tại ngã tư Hoàng Liệt |                                                                            |                                                         |                                                         |                                                         |                                                         |

## Các tuyến xe buýt chạy qua
Tuyến 03A: Bến xe Giáp Bát - Bến xe Gia Lâm.
Tuyến 03B: Bến xe Nước Ngầm - Giang Biên 
Tuyến 06A: Bến xe Giáp Bát - Cầu Giẽ.
Tuyến 06B: Bến xe Giáp Bát - Hồng Vân (Thường Tín).
Tuyến 06C: Bến xe Giáp Bát - Phú Minh (Phú Xuyên).
Tuyến 06D: Bến xe Giáp Bát - Tân Dân (Phú Xuyên).
Tuyến 06E: Bến xe Giáp Bát - Phú Túc (Phú Xuyên).
Tuyến 08A: Long Biên - Đông Mỹ.
Tuyến 08B: Long Biên - Vạn Phúc 
Tuyến 12: Khánh Hà (Thường Tín) - CV Nghĩa Đô 
Tuyến 16: Bến xe Mỹ Đình - Bến xe Nước Ngầm.
Tuyến 18: ĐH Kinh tế quốc dân - Long Biên - ĐH Kinh tế quốc dân (đã dừng hoạt động 1/4/2024)
Tuyến 21A: Bến xe Giáp Bát - Bến xe Yên Nghĩa.
Tuyến 21B: Duyên Thái - BX Mỹ Đình
Tuyến 22C: BX Giáp Bát - KĐT Dương Nội 
Tuyến 23: Nguyễn Công Trứ - Vân Hồ - Nguyễn Công Trứ.
Tuyến 25: Bệnh viện nhiệt đới TWCS2 - Bến xe Giáp Bát.
Tuyến 26: Mai Động - SVĐ Quốc gia
Tuyến 28: Bến xe Nước Ngầm - Đông Ngạc - Đại học Mỏ.
Tuyến 29: Bến xe Giáp Bát - Tân Lập.
Tuyến 32: Bến xe Giáp Bát - Nhổn (Đại học Công nghiệp Hà Nội).
Tuyến 36: Yên Phụ - KĐT Linh Đàm
Tuyến 37: Bến xe Giáp Bát - Chương Mỹ
Tuyến 41: BX Nam Thăng Long - Bến xe Giáp Bát.
Tuyến 42: Bến xe Giáp Bát - Trung Mầu.
Tuyến 47B: ĐH Kinh tế quốc dân - Kiêu Kỵ 
Tuyến 60A: KĐT Pháp Vân - Tứ Hiệp - Công viên nước Hồ Tây
Tuyến 60B: BX Nước Ngầm - Bệnh viện nhiệt đới TWCS2 
Tuyến 94: Bến xe Giáp Bát - Kim Bài 
Tuyến 99: Kim Mã - Ngũ Hiệp.
Tuyến 101A: BX Giáp Bát - Vân Đình
Tuyến 101B: Bến xe Giáp Bát - Đại Cường (Ứng Hòa)
Tuyến 104: BX Nước Ngầm - Mỹ Đình 
Tuyến 106: KĐT Mỗ Lao - TTTM Aeon Mall Long Biên 
Tuyến 142: Nam Thăng Long - KĐT Vincom Long Biên 
Tuyến 158: BX Yên Nghĩa - KĐT Đặng Xá
Tuyến E06: BX Giáp Bát - KĐT Smart City 
Tuyến E08: Khu liên cơ quan sở ngành - KĐT Times City
Tuyến 203: Bến xe Giáp Bát - Bắc Giang.
Tuyến 206: Bến xe Giáp Bát - Phủ Lý.
Tuyến 209: Bến xe Giáp Bát - Hưng Yên.

## Địa điểm
- Ga Giáp Bát
- Bến xe Giáp Bát (Bến xe Nam Hà Nội)
- Đại học Bách khoa Hà Nội
- Trường Đại học Xây dựng
- Trường Đại học Kinh tế Quốc dân
- Bệnh viện Bạch Mai
- Bệnh viện Việt - Pháp
- Bệnh viện Tai - Mũi - Họng Trung ương